# Timothy Freke
Timothy Freke (1959 - ). Filósofo y estudioso británico de las religiones occidentales.
Reside en Glastonbury (Gran Bretaña). Es especialmente conocido por sus trabajos acerca de Jesús, en colaboración con Peter Gandy.
Es autor de varios libros:
- In the Light of Death: What the World's Spiritual Traditions Teach Us About Facing the End of Life
- Jesus and the Goddess: The Secret Teachings of the Original Christians
- Tao: Book and Card Pack
- The Heart of Islam: Book and Card Pack
- Rumi Wisdom: Daily Teachings from the Great Sufi
- Encyclopedia of Spirituality
- The Jesus Mysteries: The Original Jesus Was a Pagan God (1999). Traducido con el título: Los misterios de Jesús. El origen oculto de la religión cristiana (2000).
- Jesus and the Lost Goddess : The Secret Teachings of the Original Christians (2001)
- Lucid Living: A Book You Can Read in an Our Hour That Will Turn Your World Inside Out (2005)
- The Laughing Jesus: Religious Lies and Gnostic Wisdom (2005)

- El contenido de este artículo incorpora material de una entrada de la Enciclopedia Libre Universal, publicada en español bajo la licencia Creative Commons Compartir-Igual 3.0.

- Datos: Q1382434

[[Categoría:Teólogos del Reino Unido del siglo XXI))